# Bill Fontana
Pour les articles homonymes, voir Fontana.
Bill Fontana, né à Cleveland le 25 avril 1947, est un pionnier de la musique expérimentale.
Il a étudié la musique et la philosophie à la New School for Social Research à New York. Il a commencé à produire des sculptures sonores en 1976. Son travail a notamment été montré au Whitney Museum of American Art de New York, à la Tate Modern et au San Francisco Museum of Modern Art.

## Œuvres notables
- Entfernte Züge, spatialisation sonore d'une gare détruite de Berlin, à partir des bruits enregistrés dans la gare de Cologne, 1984.
- Satellite Sound Bridge, « pont sonore » entre San Francisco et Cologne, 1987.
- Landscape Soundings, spatialisation de l'espace sonore d'un marais dans le parc compris entre le Musée d'histoire naturelle et le Musée des beaux-arts de Vienne, 1990.
- River Soundings, composition de sons enregistrés en temps réel dans les rivières allemandes, Musée des télécommunications de Francfort, 1990.